# Cpio
cpio – archiwizator plików i format plików.
Oprogramowanie cpio zostało stworzone by archiwizować dane na taśmach magnetycznych i jako takie, było częścią PWB/UNIX, jak również częścią UNIX System III i UNIX Systemu V. Jednak użycie formatu tar, jego szeroko dostępnego odpowiednika, zostało uznane za lepszy wybór. Format cpio jest wykorzystywany m.in. wewnątrz pakietów RPM a Oracle Corporation rozprowadza znaczną część swojego oprogramowania w tym formacie.

## Archiwum cpio
Archiwum cpio jest strumieniem plików i katalogów w jednym pliku, którego nazwa często kończy się rozszerzeniem .cpio. Archiwum posiada nagłówek, który pozwala aplikacjom, takim jak GNU cpio, na wyodrębnienie plików i katalogów do systemu plików. Nagłówek zawiera także informacje o nazwach plików, znacznikach czasu, właścicielach i uprawnieniach.
Archiwum cpio jest podobne w funkcjonowaniu do archiwum tar i zostało stworzone by przechowywać kopie na taśmach w przylegający sposób. Podobnie do formatu tar, archiwa cpio są często kompresowane przy użyciu programu Gzip i rozprowadzane jako pliki .cpgz.

## POSIX i cpio
Program cpio został ujednolicony w POSIX.1-1988. Zostało to porzucone w późniejszej rewizji, począwszy od POSIX.1-2001 ze względu na 8 GB limit pliku. Zamiast niego można użyć programu pax, który jest zgodny ze standardem POSIX, do odczytu i zapisu archiwów cpio.

## GNU cpio
Aplikacja GNU cpio jest powszechnym narzędziem, która może być użyta do dodawania danych do archiwów cpio i tar. Aplikacja cpio jest wolnym oprogramowaniem i jest dostępna ze strony domowej GNU.

### Przykłady użycia
Jeśli chcemy dodać do archiwum całe drzewo katalogów, komenda find może dostarczyć listę plików dla programu cpio:
```
% find . -depth -print | cpio -ov > drzewo.cpio
```

Aby rozpakować pliki z archiwum cpio, przekaż archiwum do programu cpio jako jego standardowe wejście

Uwaga: Jeśli wykonamy polecenie z prawami roota, pliki, w naszym systemie plików, które już istniały, mogą zostać zastąpione przez te w obrazie cpio.
```
% cpio -id < plik.cpio
```

Flaga -i oznacza, że cpio rozpakowuje pliki, natomiast flaga -d informuje cpio, żeby tworzył katalogi, jeśli będzie to wymagane. Można też użyć flagi -v by wypisać wszystkie nazwy plików aktualnie rozpakowanych plików.
Każdy argument linii poleceń, który nie jest opcją jest uważany za globalny wzór powłoki (ang. shell globbing patter); każdy plik w archiwum, który będzie pasował do przynajmniej jednego wzoru, zostanie skopiowany z archiwum. Poniższy przykład rozpakuje plik etc/fstab z archiwum (zawartość archiwum powinna być wcześniej sprawdzona za pomocą polecenia cpio -l, jak ścieżka jest skonstruowana):
```
% cpio -id etc/fstab < plik.cpio
```